# Mantispa gradata
Mantispa gradata är en insektsart som först beskrevs av Luisa Eugenia Navas 1926.  Mantispa gradata ingår i släktet Mantispa och familjen fångsländor. Inga underarter finns listade i Catalogue of Life.